# Organo della chiesa di San Giorgio a Weener

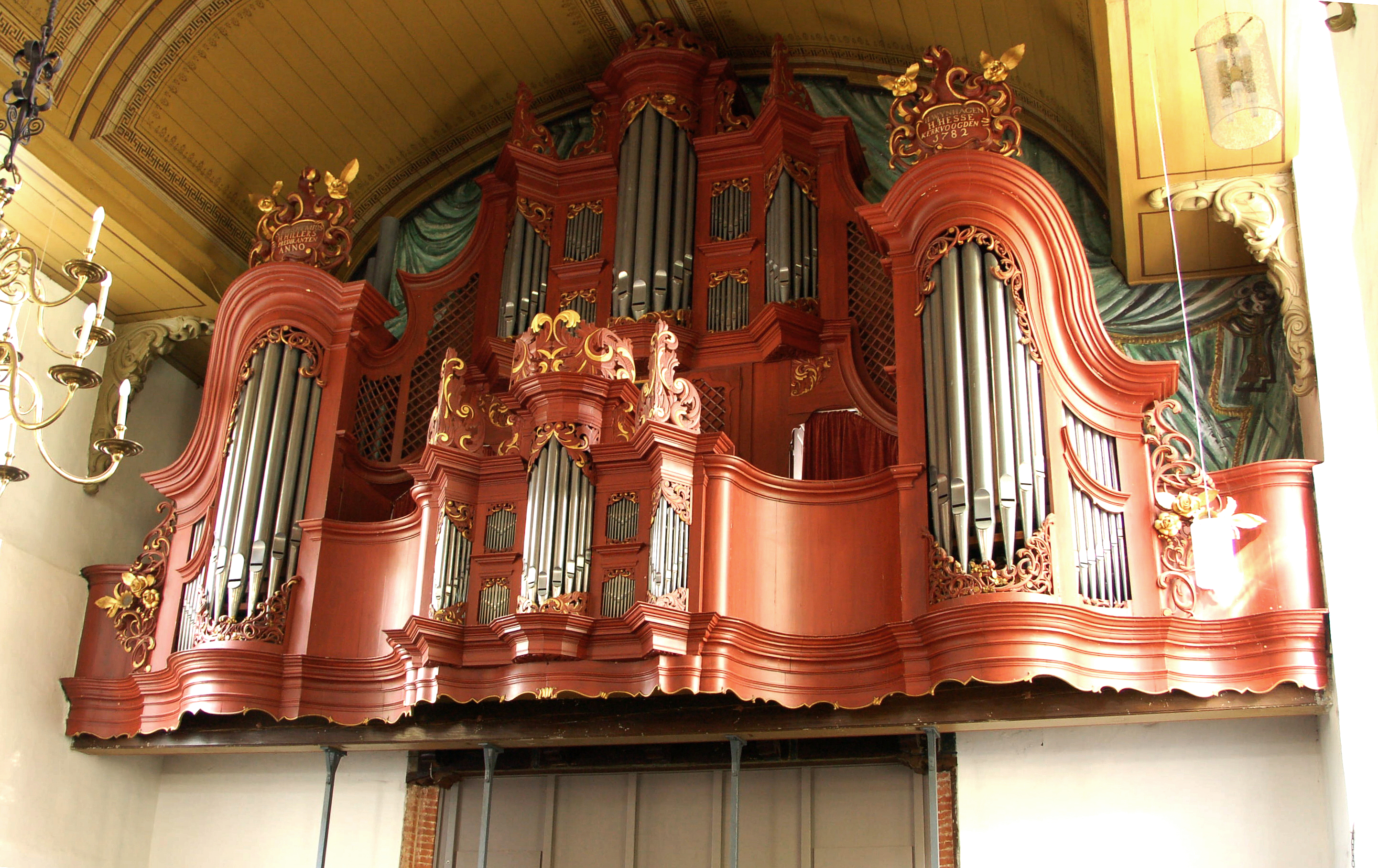
L'organo della chiesa di San Giorgio a Weener.

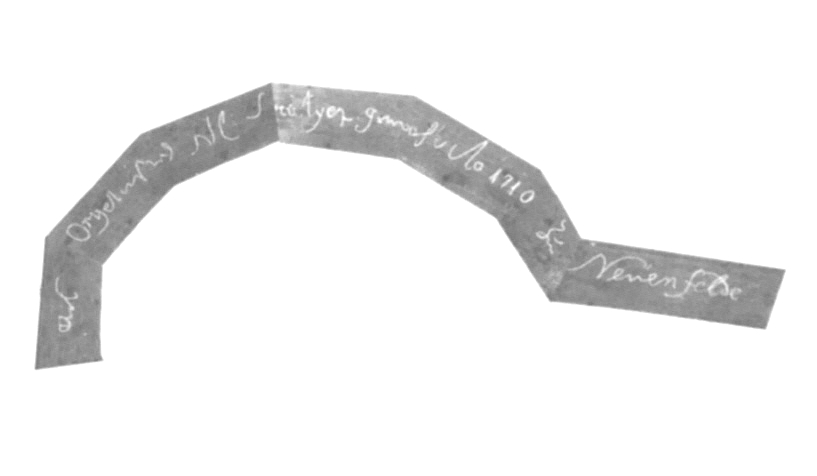
La firma di Franz Caspar Schnitger su un componente della cassa.

Con organo della chiesa di San Giorgio ci si riferisce a un organo monumentale costruito a Weener, in Germania.

## Storia
L'organo venne realizzato da Arp Schnitger, in collaborazione con i suoi figli Franz Caspar e Johann Georg, fra il 1709 e il 1710. Si trattava, originariamente, di uno strumento da due manuali, 22 registri e pedaliera priva di registri propri. La disposizione fonica era la seguente:
| Primo manuale - Rückpositiv |        |
| Principal                   | 4'     |
| Gedackt                     | 8'     |
| Quintadena                  | 8'     |
| Flöte                       | 4'     |
| Octave                      | 2'     |
| Waldflöte                   | 2'     |
| Quinte                      | 1' 1/2 |
| Sesquialtera                | II     |
| Scharf                      | IV     |
| Dulcian                     | 8'     |
| Tremulant                   |        |

| Secondo manuale - Hauptwerk |       |
| Principal                   | 8'    |
| Quintadena                  | 16'   |
| Gedackt                     | 8'    |
| Viol di Gamba               | 8'    |
| Octave                      | 4'    |
| Nasat                       | 3'    |
| Octave                      | 2'    |
| Spitzflöte                  | 2'    |
| Rauschpfeife                | II    |
| Mixtur                      | IV-VI |
| Trompete                    | 8'    |
| Vox humana                  | 8'    |

Johann Friedrich Wenthin, fra il 1779 e il 1782, aggiunse le torri di basseria, rendendo indipendente la pedaliera, e un brustwerk, portando così a 37 il numero dei registri. La nuova disposizione fonica era la seguente:
| Primo manuale - Rückpositiv |        |
| Principal                   | 4'     |
| Gedackt                     | 8'     |
| Quintadena                  | 8'     |
| Flöte                       | 4'     |
| Octave                      | 2'     |
| Waldflöte                   | 2'     |
| Quinte                      | 1' 1/3 |
| Sesquialtera                | II     |
| Scharf                      | IV     |
| Dulcian                     | 8'     |
| Tremulant                   |        |

| Secondo manuale - Hauptwerk |       |
| Principal                   | 8'    |
| Quintadena                  | 16'   |
| Gedackt                     | 8'    |
| Viol di Gamba               | 8'    |
| Octave                      | 4'    |
| Nasat                       | 3'    |
| Octave                      | 2'    |
| Spitzflöte                  | 2'    |
| Rauschpfeife                | II    |
| Mixtur                      | IV-VI |
| Trompete                    | 8'    |
| Vox humana                  | 8'    |

| Terzo manuale - Brustwerk |    |
| Traversflöte              | 8' |
| Salicional                | 8' |
| Flauto douce              | 4' |
| Gemshorn                  | 2' |
| Cornett                   | V  |
| Vox humana                | 8' |

| Pedal     |     |
| Principal | 8'  |
| Subbass   | 16' |
| Octave    | 4'  |
| Quinte    | 3'  |
| Octave    | 2'  |
| Cornett   | III |
| Posaune   | 16' |
| Trompete  | 8'  |
| Trompete  | 4'  |

Herman Eberhard Freytag, fra il 1826 e il 1828 e nel 1838, eseguì alcune riparazioni, seguite da altre operate da Johann Gottfried Rohlfs nel 1857. I fratelli Rohlfing, fra il 1872 e il 1877, manomisero pesantemente lo strumento, eliminando un manuale, sostituendo tutti i somieri e riducendo a 23 il numero dei registri. Nel 1907, inoltre, i Rohlfing sostituirono otto registri storici con altrettanti registri moderni. Nel 1917, come per molti altri organi, le canne della facciata vennero confiscate e fuse a scopi bellici.
Alfred Führer, nel 1952, eseguì un restauro completo, rimontando il positivo e ripristinando la disposizione fonica originaria. Alcuni interventi, in seguito, vennero eseguiti da Carl Haupt.
Dal 1972 al 1978 Hendrik Jan Vierdag eseguì un restauro, non  del tutto corrispondente ai principii storici. Jürgen Ahrend intervenne sullo strumento dal 1978 al 1983, ricostruendo i manuali, alcune canne, la pedaliera, i tremoli e sistemando l'intonazione. La cassa è ancora quella originale. Sarebbe stata possibile anche la ricostruzione del brustwerk, ma venne rimandata per motivi economici.

## Caratteristiche tecniche
Attualmente l'organo è a trasmissione interamente meccanica, la pressione del vento è di 72 mm in colonna d'acqua, il corista del La corrisponde a 469 Hz e il temperamento è il Werckmeister III. La disposizione fonica è la seguente:
| Primo manuale - Rückpositiv |        |     |
| Principal                   | 4'     | V   |
| Gedackt                     | 8'     | S   |
| Quintadena                  | 8'     | V   |
| Flöte                       | 4'     | V   |
| Octave                      | 2'     | S/V |
| Waldflöte                   | 2'     | V   |
| Quinta                      | 1' 1/3 | V   |
| Sesquialtera                | II     | S/V |
| Scharf                      | IV     | V   |
| Dulcian                     | 8'     | A   |

| Secondo manuale - Hauptwerk |        |   |
| Principal                   | 8'     | V |
| Quintadena                  | 16'    | S |
| Gedackt                     | 8'     | V |
| Octave                      | 4'     | S |
| Spitzflöte                  | 4'     | S |
| Nasat                       | 2' 2/3 | V |
| Octave                      | 2'     | S |
| Mixtur                      | IV-VI  | V |
| Cymbel                      | II     | A |
| Trompete                    | 8'     | A |
| Vox humana                  | 8'     | A |

| Pedal     |     |     |
| Principal | 8'  | V   |
| Subbass   | 16' | H   |
| Octave    | 4'  | V   |
| Octave    | 2'  | A   |
| Mixtur    | IV  | V   |
| Posaune   | 16' | H/V |
| Trompete  | 8'  | H/V |
| Trompete  | 4'  | H/V |

| Accessori |
| Tremulant |

A = Jürgen Ahrend.
H = Carl Haupt (o Johann Friedrich Wenthin?).
S = Arp Schnitger e figli.
V = Hendrik Jan Vierdag.